# تربچیتس
تربچیتس (به لاتین: Třebčice) یک سکونتگاه مسکونی در جمهوری چک است که در Plzeň-South District واقع شده‌است.

## خصوصیات
تربچیتس ۲٫۴۱ کیلومترمربع مساحت و ۸۳ نفر جمعیت دارد و ۴۲۴ متر بالاتر از سطح دریا واقع شده‌است.